# من کاملاً مال تو هستم
«من کاملاً مال تو هستم» (به انگلیسی: I'm All Yours) تک‌آهنگی از جی شان، پیت‌بول است که در ۲۲ مه ۲۰۱۲ منتشر شد. این تک‌آهنگ در آلبوم So High قرار داشت.
این تک‌آهنگ در چارت‌های جزو ده ترانه اول قرار گرفت.